# Stortinget (metropolitana di Oslo)
Stortinget è una stazione della metropolitana di Oslo. Prende il nome dallo Storting (o appunto Stortinget), il parlamento monocamerale della Norvegia che ha sede nelle vicinanze.
Si tratta di una delle sei stazioni ad essere situata su tutte e cinque le linee del locale sistema metroviario tramite il cosiddetto tunnel comune, insieme alle altre stazioni Majorstuen, Nationaltheatret, Jernbanetorget, Grønland e Tøyen (metropolitana di Oslo).
La stazione, che è posta ad una profondità di 9 metri sotto il livello del mare, venne inaugurata il 9 gennaio 1977 con il nome di Sentrum, ed era allora un capolinea. A causa di perdite d'acqua, la stazione dovette chiudere nel febbraio 1983 per riparazioni per essere poi riaperta solo il 7 marzo 1987 con l'attuale denominazione di Stortinget.